# Limax amaliae
Limax amaliae (лат.) — наземный брюхоногий моллюск отряда лёгочных улиток семейства Limacidae. До сих пор он не был должным образом исследован и поэтому является незащищённым видом.

## Этимология
Вид был назван в честь г-жи Амалии Марангони Май из Павии. У нее был собственный литературный клуб в Павии, в котором, среди прочих, принимала молодого Альберта Эйнштейна в качестве скрипача.

## Таксономия
Таксон был впервые описан Эудженио Беттони в 1871 году как Limax dacampi var. amaliae. Голотип собран в Ламбрате недалеко от Милана. Ламбрате сейчас является районом Милана и полностью застроен. Однако на форуме Natura Mediterraneo недавно были представлены фотографии двух экземпляров этого вида. Один экземпляр был найден недалеко от Джуссаго (провинция Павия), недалеко от границы со столичным городом Миланом, другой экземпляр недалеко от Пауло (столичный город Милан).

## Описание
Limax amaliae имеет тонкую, несколько неровную белую центральную линию. Тело от темно-черного до серовато-черного. Мантия менее темная. На продольно-трехраздельной подошве краевые участки голубовато-серые, а срединное — бледное. Спина имеет очень сильные, сильно складчатые продольные складки и бороздки. Анатомия еще не известна.

## Распространение
Вид известен лишь на небольшой территории в окрестностях Милана и соседней провинции Павия (Италия).

## Биология
Об образе жизни, особенно о копулятивном поведении, столь важном для систематики видов Limax, пока ничего не известно.